# Briana Scurry
Briana Collette Scurry, née le 7 septembre 1971 à Minneapolis, est une joueuse américaine de soccer des années 1990 et 2000. Elle évolue au poste de gardien de but.

## Biographie
Briana Scurry est internationale américaine de 1994 à 2008 avec 173 sélections, un record national pour une gardienne de but. Elle est championne olympique en 1996 et 2004, vice-championne olympique en 2000, championne du monde en 1999, troisième de la Coupe du monde 1995, Coupe du monde 2003 et Coupe du monde 2007.
En club, elle évolue à l'Atlanta Beat de 2001 à 2003, atteignant à deux reprises la finale de la Women's United Soccer Association, et au Washington Freedom de 2009 à 2010.
Après avoir mis un terme à sa carrière sportive, elle devient manager général du magicJack et devient consultante pour ESPN.